# 代穆斯
代穆斯，是西班牙巴伦西亚自治区巴伦西亚省的一个市镇。总面积3平方公里，总人口1922人（2001年），人口密度641人/平方公里。